# Поляков Борис Маркович
Борис Маркович Поляков (нар. 8 грудня 1976, Київ) — український футболіст, що грав на позиції захисника. Відомий за виступами у низці клубів вищої ліги України, а також у вищій лізі Білорусі за мінське «Динамо» та низку клубів найвищого дивізіону Казахстану, де здобув титул чемпіона країни з клубом «Актобе».

## Клубна кар'єра
Борис Поляков народився у Києві, і розпочав виступи на футбольних полях у аматорській команді ЦСКА-3. У сезоні 1994—1995 році молодого футболіста перевели до складу основної команди київського ЦСКА, який на той час третій українській лізі, в якому він і дебютував у професійному футболі. Наприкінці сезону Полякова вирішили спробувати в своєму складі тренери незадовго перед цим утвореного клубу «ЦСКА-Борисфен», який виступав у першій лізі. У цьому сезоні новостворений київський клуб здобув срібні медалі у турнірі першої ліги, та вийшов до вищої ліги, проте Поляков медалі не отримав, оскільки провів за «ЦСКА-Борисфен» лише 1 матч, та повернувся до ЦСКА. Наступного сезону він грав у другій лізі за ЦСКА, проте після чергової реорганізації київського футбольного клубу, яка була пов'язана із розформуванням команди «ЦСКА-Борисфен», київський ЦСКА отримав місце цієї команди у вищій лізі. Після переходу армійців до вищої ліги Борис Поляков продовжив виступи за ЦСКА, проте у вищому дивізіоні грав рідко, за чотири роки відігравши лише 21 матч. Більшість часу футболіст проводив у першоліговому ЦСКА-2, що зайняв місце ЦСКА в першій лізі, а також зробив дві піврічні перерви у виступах за ЦСКА, граючи за першолігові «Кремінь» і «Нафтовик».
На початку сезону 2000—2001 Борис Поляков став гравцем клубу вищої ліги «Таврія» із Сімферополя. У кримській команді Поляков швидко став одним із основних захисників клубу, і лише під кінець другого року перебування в «Таврії» він став випадати з основного складу команди. У серпні 2002 року, вже після початку сезону 2002—2003, Поляков перейшов до луцької «Волині», яка в цьому сезоні повернулась до вищої ліги. Дебютував захисник у новій команді в матчі зі львівськими «Карпатами» 1 вересня 2002 року. У луцькій команді Борис Поляков протягом свого першого сезону також був одним із основних захисників команди, проте в другому сезоні він провів лише 4 матчі, та перейшов до команди вищої ліги Білорусі «Динамо» з Мінська. Проте в білоруській команді Поляков грав лише до кінця 2003 року, та покинув білоруський клуб.
На початку 2004 року Борис Поляков став гравцем клубу найвищого дивізіону Казахстану «Актобе» з однойменного міста. У казахській команді український футболіст став одним із основних захисників клубу, а за підсумками свого другого сезону в «Актобе» разом із партнерами по команді став чемпіоном Казахстану. На початку 2006 року Поляков повернувся до «Волині», проте цього разу зіграв у команді лише 4 матчі, а з початку сезону 2006—2007 став гравцем першолігової київської «Оболоні». У 2007 році український захисник знову поїхав грати до Казахстану, цього разу він став гравцем вищолігового клубу «Жетису» з Талдикоргана. У 2009 році Поляков грав за «Мегаспорт» з Алмати, який став його останнім професійним клубом.

## Після закінчення кар'єри футболіста
Після завершення виступів на футбольних полях Борис Поляков розпочав працювати в селекційному відділі сімферопольської «Таврії». Пізніше Поляков перейшов на роботу в спортивний відділ клубу. Під час роботи в «Таврії» Борис Поляков став близьким співробітником Олександра Бойцана. Після початку незаконної окупації Криму Поляков разом із Бойцаном спочатку продовжили працювати в «Таврії», а після розформування клубу перейшли у створений окупаційною владою клуб «Скіф». Після переходу Бойцана на посаду спортивного директора харківського «Металіста» Борис Поляков із групою інших колишніх співробітників «Таврії» перебрались до слобожанського клубу. Під час роботи в Харкові Поляков разом із іншими членами команди Бойцана зазнавали нищівної критики з боку корінних харків'ян — працівників клубу, зокрема Сергія Кандаурова. Він звинувачував Полякова, зокрема, в організації договірних матчів у молодіжних командах клубу. Проте після відходу Олександра Бойцана з команди Борис Поляков також покинув харківський клуб.

## Досягнення
- Чемпіон Казахстану (1):

«Актобе»: 2005